# 光榮的迷惑
《光榮的迷惑》（英語：Glory Daze）是一部1995年美國獨立喜劇片，由瑞奇·威爾克斯執導兼編劇，講述五名大學室友面臨畢業，被迫分道揚鑣，他們嘗試延長自己吃喝玩樂的生活。主演包括班·艾佛列克、山姆·洛克威爾、梅根·沃德和弗倫奇·斯圖爾特。片中還包括當時為有名氣的馬修·麥康納、麥特·戴蒙、布蘭登·費雪和莉亞·蕾米妮。
電影於1995年10月1日在漢普頓國際影展舉行全球首映，1996年7月27日在美國上映。

## 演員
- 班·艾佛列克飾演傑克·費里曼（Jack Freeman）
- 山姆·洛克威爾飾演羅布（Rob）
- 梅根·沃德（英语：Megan Ward）飾演喬安妮（Joanie）
- 弗倫奇·斯圖爾特飾演丹尼斯（Dennis）
- 克莉絲汀·鮑爾·范史翠登（英语：Kristin Bauer van Straten）飾演黛娜（Dina）
- 瑪麗·沃倫諾夫飾演薇琪（Vicki）

此外，馬修·麥康納飾演出租卡車推銷員；麥特·戴蒙飾演埃爾蘭喬（El Rancho）前室友；布蘭登·費雪和莉亞·蕾米妮飾演一對在公車上吵架的夫妻。

## 外部連結
- 互联网电影数据库（IMDb）上《光榮的迷惑》的资料（英文）
- 爛番茄上《光榮的迷惑》的資料（英文）
- Box Office Mojo上《光榮的迷惑》的資料（英文）